# Пупкевич Тадеуш Карлович
Тадеуш Карлович Пупкевич (20 серпня 1937, село Королєвци Камайської гміни Свенцянського повіту Віленського воєводства Польщі, тепер Поставського району Вітебської області, Білорусь) — радянський діяч, бригадир екскаваторної бригади розрізу «Нарвський» виробничого об'єднання «Естонсланець» Естонської РСР. Член ЦК КПРС у 1990—1991 роках. Народний депутат СРСР (1989—1991).

## Життєпис
У 1955 році за комсомольською путівкою поїхав на цілинні землі. У 1955—1956 роках — робітник зернорадгоспу Східно-Казахстанської області Казахської РСР.
З 1956 по 1958 рік служив у Радянській армії.
У 1959—1960 роках — учень машиніста екскаватора тресту «Естонсланець» у місті Кохтла-Ярве, кранівник тресту «Естонсланцебуд» Управління будівництва Ради народного господарства Естонської РСР.
У 1960—1961 роках — слюсар-монтажник тресту «Печенегнікельбуд» Управління будівництва Ради народного господарства Мурманської області РРФСР.
У 1961—1965 роках — слюсар тресту «Естонсланцебуд» міста Кохтла-Ярве Управління будівництва Ради народного господарства Естонської РСР.
У 1965 році закінчив Кохтла-Ярвеський гірничо-хімічний технікум Естонської РСР.
У 1965—1971 роках — помічник машиніста екскаватора, механік дільниці кар'єру № 1 тресту «Естонсланець».
Член КПРС з 1969 року.
У 1971—1989 роках — машиніст крокуючого екскаватора, бригадир екскаваторної бригади розрізу «Нарвський» виробничого об'єднання «Естонсланець» Міністерства вугільної промисловості СРСР.
З 1989 року — на пенсії в місті Сілламяе (Естонія). Брав активну участь в громадському і спортивному житті міста.

## Нагороди
- орден Трудової Слави I ст. (29.04.1986)
- орден Трудової Слави II ст. (2.03.1981)
- орден Трудової Слави III ст. (21.04.1975)
- знак «Шахтарська слава» I ст.
- знак «Шахтарська слава» II ст.
- знак «Шахтарська слава» III ст.
- медалі
- Заслужений шахтар Естонської РСР